# Бджолиний провулок
Бджоли́ний прову́лок — провулок у Дарницькому районі міста Києва, селище Бортничі. Простягається від вулиці Євгенія Харченка до кінця забудови.

## Історія
Виник у середині XX століття під назвою 2-й провулок Комінтерну, на честь Комуністичного інтернаціоналу. Сучасна назва — з 2015 року.